# Ogen van gloeiend ijzer
Ogen van gloeiend ijzer is het vierde stripalbum uit de stripreeks Jeremiah. Het album is geschreven en getekend door Hermann Huppen. Van dit album verschenen tot nu toe drie drukken, o.m. bij uitgeverij EDI-3-BD in 1980, bij uitgeverij Novedi in 1983, en bij uitgeverij Dupuis in de collectie Spotlight in 1993.

## Inhoud
De bevolking van Bends Hatch, het oorspronkelijke dorp van Jeremia, is als slaven meegevoerd naar Indian Red Nation, het thuisland van de indianen. Dit gebied wordt omzoomd door een apocalyptisch niemandsland, een bijna ondoordringbare barrière die door het leger van de Rode Nieuwe Natie verder wordt afgeschermd. Ontsnapte slaven worden meedogenloos achtervolgd door de indianen. Sommige krijgen hulp van binnenuit door een progressieve indiaanse beweging. Drie vluchtelingen bevinden zich in de verboden zone, waaronder tante Martha, een overlevende van het bloedbad van Bends Hatch. De woestijn wordt ook doorkruist door een monsterlijk wezen Idiamh begeleid door een illusionist.

## Analyse
Hermann introduceert hier grafisch voor het eerst een aantal bovennatuurlijke elementen, elementen die ook in de volgende afleveringen nadrukkelijk aanwezig zullen zijn. Bovendien wordt tante Martha een vaste onderdeel in de onrustige wereld van Jeremiah.